# Epinephelus polyphekadion
Epinephelus polyphekadion is een  straalvinnige vissensoort uit de familie van zaag- of zeebaarzen (Serranidae). De wetenschappelijke naam van de soort werd voor het eerst geldig gepubliceerd in 1849 door Bleeker.
De soort staat op de Rode Lijst van de IUCN als Gevoelig, beoordelingsjaar 2006. De omvang van de populatie is volgens de IUCN dalend.